# Wilhelm von Zastrow (General, 1833)
Wilhelm Alexander Franz von Zastrow (* 22. Juni 1833 in Krummkavel, Landkreis Soldin; † 3. September 1906 in Berlin) war ein preußischer Generalleutnant.

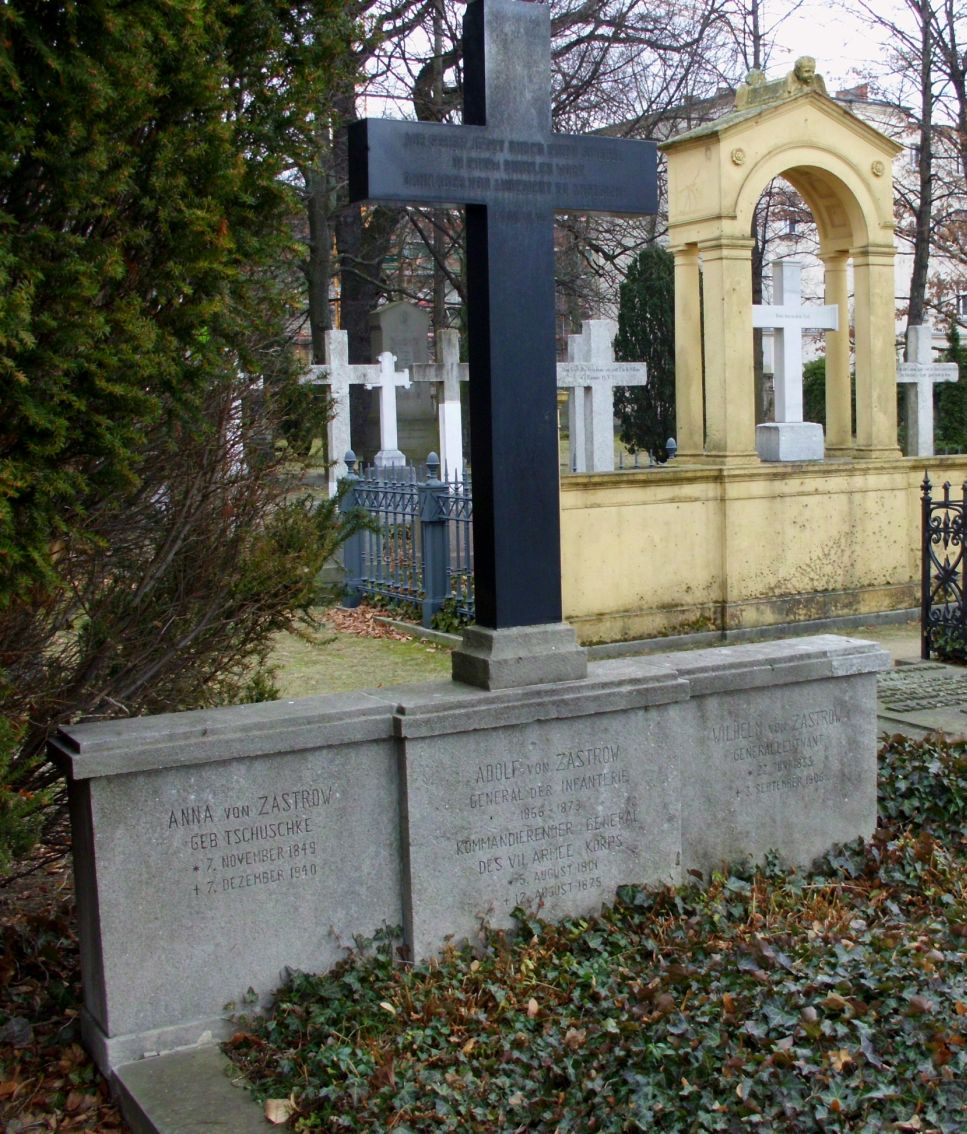
Familiengrab von Zastrow

## Leben

### Herkunft
Wilhelm entstammte aus der Linie Kölpin des vorpommerschen Uradelsgeschlechts von Zastrow. Er war der älteste Sohn des preußischen Majors Otto von Zastrow (1803–1875) und dessen Ehefrau Elisabeth (Betty), geborene Salingre (1807–1878). Wilhelm hatte noch drei Schwestern (u. a. Adelheid von Rothenburg) und einen Bruder.
Sein Onkel väterlicherseits, der preußische General der Infanterie Heinrich Adolf von Zastrow (1801–1875) stiftete einen Geldfideikommiss von 300.000 Mark, dessen Nutznießer Wilhelm und seine Geschwister wurden.

### Militärkarriere
1845 diente Zastrow als Sekondeleutnant im 2. Husaren-Regiment (gen. 2. Leib-Husaren-Regiment) der Preußischen Armee. 1866 erfolgte seine Beförderung zum Rittmeister. Im gleichen Jahr nahm er am Krieg gegen Österreich teil und wurde mit dem Roten Adlerorden IV. Klasse mit Schwertern ausgezeichnet. Nach dem Krieg gegen Frankreich, bei dem Zastrow das Eiserne Kreuz II. Klasse erhalten hatte, avancierte er bis 1882 zum Oberstleutnant. 1883 wurde ihm das Kommando über das Magdeburgische Dragoner-Regiment Nr. 6 in Stendal übertragen und 1886 erfolgte seine Beförderung zum Oberst. Am 19. September 1888 wurde Zastrow, seit 1889 als Generalmajor, Kommandeur der 12. Kavallerie-Brigade und war zugleich mit der Wahrnehmung der Geschäfte als Kommandant von Neisse beauftragt. In Genehmigung seines Abschiedsgesuches wurde Zastrow am 16. Juni 1891 als Generalleutnant mit Pension zur Disposition gestellt.
Er starb am 3. September 1906 70-jährig in Berlin. Sein Grab befindet sich auf dem Berliner Invalidenfriedhof (Feld C), wo auch seine Frau Anna und sein Onkel Heinrich Adolf beigesetzt sind.

### Ehe
Zastrow heiratete am 25. Mai 1869 in Posen Anna Tschuschke (1849–1940). Die Ehe blieb kinderlos.